# Носкевич Віталій Михайлович
Віта́лій Миха́йлович Носке́вич (1984—2019) — сержант Збройних сил України, учасник російсько-української війни.

## Життєпис
Народився 1984 року в місті Коломия. Довший час працював на заробітках (за кордоном).
У 2017 році підписав контракт на військову службу — сержант, стрілець-зенітник, 28-ма окрема механізована бригада.
22 жовтня 2019-го загинув на позиціях поблизу Мар'їнки (в районі Красногорівки) від кулі снайпера.
24 жовтня жителі Коломиї зустріли навколішки тіло Віталія. 25 жовтня 2019 року похований на Алеї Слави міського кладовища Коломиї, на території Коломийської територіальної громади оголосили День жалоби..
Без Віталія лишилися батько та брат.

## Нагороди та вшанування
- Указом Президента України № 949/2019 від 24 грудня 2019 року за «особисту мужність і самовіддані дії, виявлені у захисті державного суверенітету та територіальної цілісності України» нагороджений орденом За мужність III ступеня (посмертно)[5].
- Почесний громадянин міста Коломиї (22.11.2019, посмертно)[6]